# Конрад IV фон Тан
Конрад IV фон Тан (на немски: Konrad IV von Tann; von Thann, von Tanne, von Dahn; † 24 декември 1236, Шпайер) е от 1233 до 1236 г. 48-ият епископ на Шпайер.

## Биография
Той е третият син на Бертолд фон Тан и съпругата му Аделхайд фон Юстинген, принцеса Василчикова. Най-големият му брат Еберхард I фон Тан-Валдбург (1170 – 1234) е съветник на германския крал Хайнрих фон Хоенщауфен и баща на Еберхард II, епископ на Констанц († 20 февруари 1274). Брат му Фридрих I фон Тан († 1197, Монтефиасконе) е през 1221 г. катедрален кустос в Шпайер и баща на Хайнрих, епископ на Констанц († 25 август 1248).
Конрад има доби връзки с кралския двор на Хайнрих VII фон Хоенщауфен († 1242) и е негов верен съветник. През 1220/1221 г. Конрад е сред придружителите на Конрад III фон Шарфенберг, епископът на Шпайер и Мец, в неговото пътуване до Италия, по-късно е в свитата на краля. През 1227 г. като представител на имперското правителство той отива в Англия, за да преговаря за съюз с крал Хенри III и женитбата на краля с една дъщеря на краля на Бохемия. Същата година той става домпропст на Шпайер.
На 10 февруари 1233 г. Конрад IV е избран за епископ на Шпайер. Като кустос на манастир Вормс Конрад издава около 1197 г. една Евангелийска книга, която взема в Шпайер. Книгата днес се намира в Баденската библиотека в Карлсруе (под името Speyerer Evangelistar или Codex Bruchsaliensis 1).